# Fazıl
Fazıl è un comune dell'Azerbaigian situato nel distretto di Şəki. Conta una popolazione di 380 abitanti.